# Vahe Pangaimotu
Vahe Pangaimotu (Distrito de Pangaimotu en tongano) es un distrito de la división administrativa de Vava'u, en Tonga. Su capital es Pangaimotu. Limita al Norte y al Este con el Neiafu, al Sur con Motu y al Oeste con Hihifo. Tiene una población de 2.177 habitantes en 2021. 